# آندرس کالامارو
آندرِس کالامارو (اسپانیایی: Andrés Calamaro‎؛ زادهٔ ۲۲ اوت ۱۹۶۱) یک خواننده آهنگساز و موسیقی‌دان اهل آرژانتین است.
او یکی از چهره‌های شاخص موسیقی راک آرژانتین است و بیش از ۱٫۳ میلیون نسخه از ترانه‌هایش به فروش رفته‌است.
آندرِس کالامارو تاکنون برندهٔ جوایز گوناگونی شده‌است که از آن میان، می‌توان به جایزه گرمی لاتین اشاره کرد.